# Waffenstillstandsabkommen im Bergkarabachkrieg 2020
Das Waffenstillstandsabkommen im Bergkarabachkrieg 2020 ist ein Waffenstillstandsabkommen, das die Kampfhandlungen im Krieg um Bergkarabach 2020 beendete. Es wurde am 9. November vom Präsidenten Aserbaidschans, Ilham Alijew, dem Premierminister Armeniens, Nikol Paschinjan, und dem Präsidenten Russlands, Wladimir Putin, unterzeichnet. Es beendete die Feindseligkeiten in der Region Bergkarabach ab 10. November 2020, 00:00 Uhr Moskauer Zeit. Der Präsident der international nicht anerkannten Republik Arzach, Arajik Harutjunjan, stimmte ebenfalls der Einstellung der Feindseligkeiten zu.

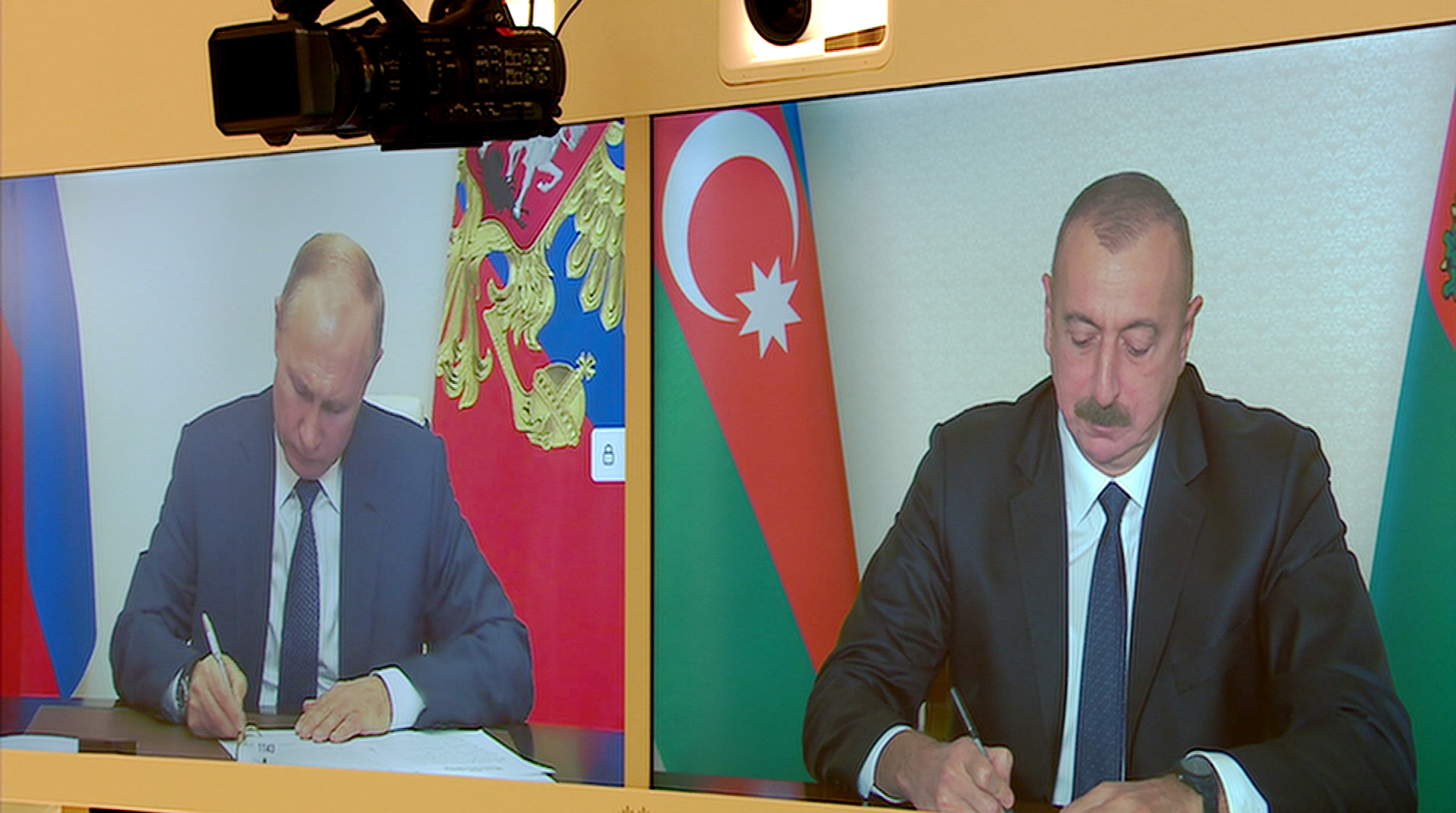
Wladimir Putin und Ilham Alijew bei der Unterzeichnung des Abkommens per Videokonferenz

## Hintergrund
Am 27. September 2020 eskalierten die bereits zuvor immer wieder stattfindenden Kampfhandlungen zwischen Aserbaidschan auf der einen Seite und Armenien sowie dem von Armenien unterstützten de-facto-Regime Republik Arzach auf der anderen Seite. Aserbaidschan begann eine Bodenoffensive und erzielte in den folgenden sechs Wochen weitreichende Gebietsgewinne, die in der Einnahme der strategisch wichtigen Stadt Şuşa gipfelten und beide Seiten veranlassten, am 9. November 2020 einen Waffenstillstand zu vereinbaren.

## Inhalt des Abkommens
Dem Abkommen zufolge werden beide Parteien Kriegsgefangene und Tote austauschen. Darüber hinaus werden sich die armenischen Streitkräfte bis zum 1. Dezember aus den von den Armeniern kontrollierten Gebieten rund um die ehemalige Autonome Oblast Bergkarabach zurückziehen. Zusammen mit den in den Kampfhandlungen verlorenen Gebieten hatte die Republik Arzach so zwei Drittel ihres Territoriums durch den Krieg verloren. Eine 1.960 Mann starke russische Friedenstruppe der russischen Bodentruppen soll für mindestens fünf Jahre in der Region stationiert werden, um den Latschin-Korridor zwischen Armenien und dem Rest der Republik Arzach sowie die Demarkationslinie zu schützen. Darüber hinaus soll Aserbaidschan eine Verbindung zu seiner vom Rest des Landes abgetrennten Exklave Nachitschewan erhalten.

Festlegungen des Waffenstillstands für das Gebiet der Republik Arzach

Im multilateralen Waffenstillstandsabkommen heißt es wie folgt:
Wir, der Präsident von Aserbaidschan, I. Alijew, Premierminister der Republik Armenien, N.W. Paschinjan, und Präsident der Russischen Föderation, W. W. Putin, legen Folgendes fest:
1. Einen vollständigen Waffenstillstand und ein Ende aller Feindseligkeiten im Bergkarabachkonflikt ab dem 10. November 2020, 00:00 Uhr Moskauer Zeit. Die Republik Aserbaidschan und die Republik Armenien, im Folgenden als „die Parteien“ bezeichnet, halten an den derzeit von ihnen besetzten territorialen Positionen an.
2. Der Bezirk Ağdam kehrt bis zum 20. November 2020 unter die Kontrolle der Republik Aserbaidschan zurück.
3. Entlang der Frontlinie in Bergkarabach und entlang des Latschin-Korridors wird es ein friedenserhaltendes Kontingent der Russischen Föderation mit 1960 Militärangehörigen mit Kleinwaffen, 90 gepanzerten Mannschaftstransportern, 380 Militärfahrzeugen und anderer Spezialausrüstung geben.
4. Das Friedenskontingent der Russischen Föderation wird parallel zum Abzug der armenischen Streitkräfte aus Bergkarabach eingesetzt. Die Dauer des Friedenskontingents der Russischen Föderation beträgt 5 Jahre mit automatischer Verlängerung für den nächsten Fünfjahreszeitraum, wenn keine der Parteien 6 Monate im Voraus widerspricht.
5. Um die Wirksamkeit der Kontrolle über die Umsetzung der Konfliktvereinbarungen durch die Konfliktparteien zu verbessern, wird eine Zentrale des Friedenskontingents zur Durchsetzung des Waffenstillstands eingerichtet.
6. Die Republik Armenien wird bis zum 15. November 2020 den Bezirk Kəlbəcər und bis zum 1. Dezember den Bezirk Laçın an Aserbaidschan zurückgeben. Der Latschin-Korridor (5 km breit), der den Zugang von Bergkarabach nach Armenien ermöglichen wird, bleibt unter der Kontrolle des Friedenskontingents der Russischen Föderation. Die innerhalb des Korridors gelegene Stadt Şuşa wird im Besitz der Aserbaidschaner bleiben. Im Einvernehmen der Parteien wird in den nächsten drei Jahren ein Bauplan für einen neuen Verkehrsweg entlang des Latschin-Korridors festgelegt, der eine Verbindung zwischen Bergkarabach und Armenien mit der anschließenden Verlegung des russischen Friedenskontingents zur Bewachung dieser Route vorsieht. Die Republik Aserbaidschan garantiert die Sicherheit des Verkehrs entlang des Latschin-Korridors für Bürger, Fahrzeuge und Güter in beiden Richtungen.
7. Binnenvertriebene und Flüchtlinge können unter der Kontrolle des UN-Hochkommissariats für Flüchtlinge in das Gebiet von Bergkarabach und die angrenzenden Gebiete zurückkehren.
8. Der Austausch von Kriegsgefangenen, Geiseln und anderen Gefangenen sowie Verletzten soll ebenso erfolgen wie der Austausch der sterblichen Überreste der Kriegsopfer.
9. Alle wirtschaftlichen Aktivitäten und Verkehrsverbindungen in der Region sollen uneingeschränkt möglich sein. Die Republik Armenien garantiert die Sicherheit der Verkehrsverbindungen zwischen den westlichen Regionen der Republik Aserbaidschan und der Autonomen Republik Nachitschewan, um die ungehinderte Bewegung von Bürgern, Fahrzeugen und Fracht in beide Richtungen zu organisieren. Die Transportkontrolle wird von den Organen des Grenzdienstes des FSB Russlands durchgeführt. Im Einvernehmen der Parteien soll der Bau einer neuen Infrastruktur erfolgen, die die Autonome Republik Nachitschewan mit den Regionen Aserbaidschans verbindet.[8][9][10][11]

Der Präsident der international nicht anerkannten Republik Arzach, Arajik Harutjunjan, stimmte ebenfalls der Einstellung der Feindseligkeiten zu.

## Reaktionen

### Armenien
Nach der Unterzeichnung des Abkommens sagte der Premierminister Armeniens, Nikol Paschinjan: „Dies ist kein Sieg, aber es gibt keine Niederlage, solange man sich nicht als besiegt betrachtet, wir werden uns niemals als besiegt betrachten, und dies wird ein neuer Beginn einer Ära unserer nationalen Einheit und Wiedergeburt werden.“ Nach der Ankündigung des Waffenstillstandsabkommens brachen in Jerewan gewaltsame Proteste aus. Der Sprecher des armenischen Parlaments, Ararat Mirsojan, wurde von einem wütenden Mob verprügelt, der nach der Ankündigung des Friedensabkommens das Parlament stürmte. Paschinjan deutete jedoch an, dass Mirsojans Leben nicht bedroht sei und er sich einer Operation unterzogen habe.

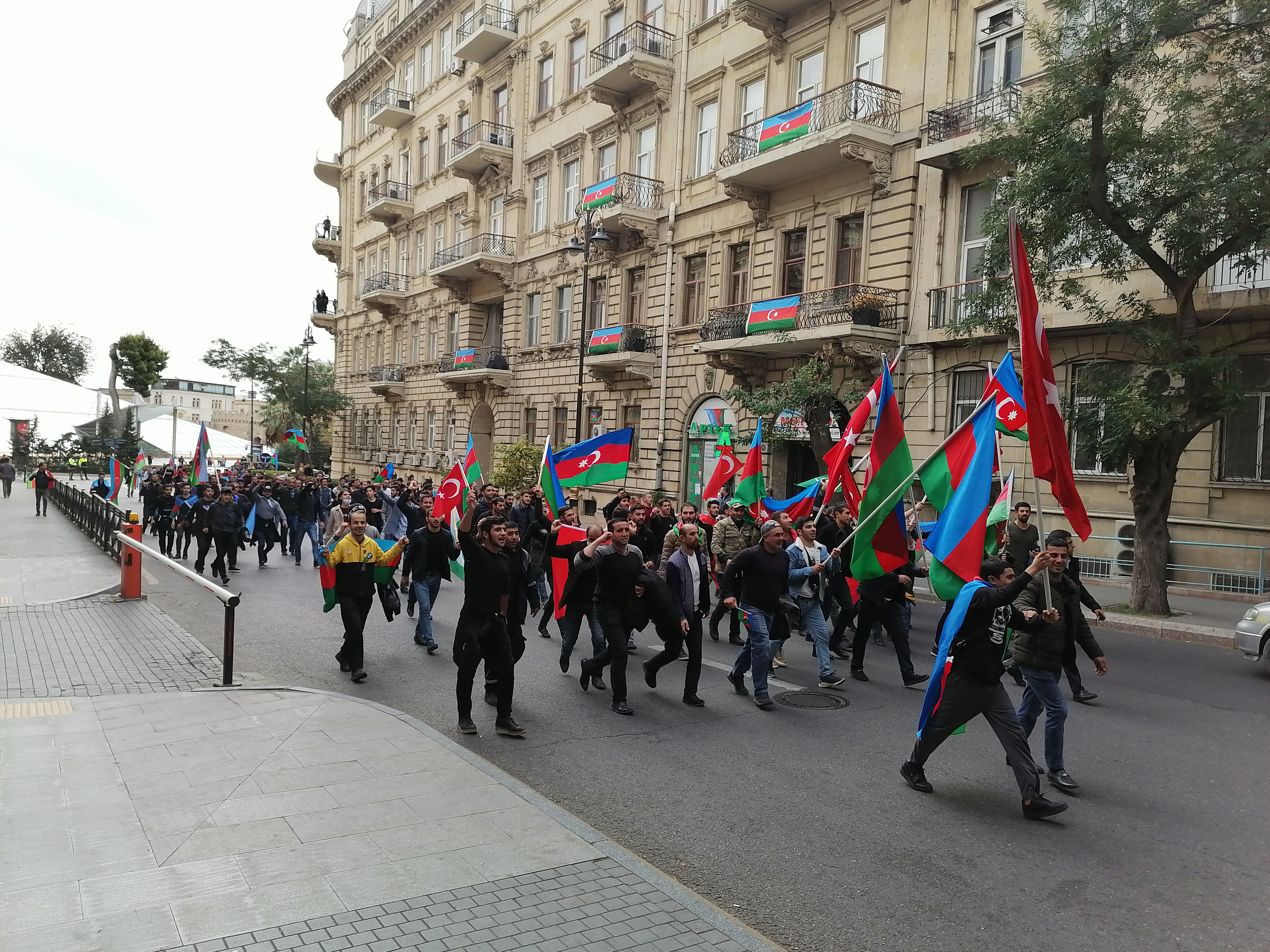
Kundgebung in Baku am 10. November zur Feier des Waffenstillstands

### Aserbaidschan
Der aserbaidschanische Präsident Ilham Alijew reagierte auf das Abkommen mit den Worten: „Diese Erklärung stellt die Kapitulation Armeniens dar. Diese Erklärung setzt der jahrelangen Besatzung ein Ende“. In ganz Aserbaidschan, vor allem in der Hauptstadt Baku, kam es zu groß angelegten Feierlichkeiten, als die Nachricht über das Abkommen bekannt wurde.

### International

#### Organisationen
- Die Europäische Union begrüßte die Einstellung der Feindseligkeiten und hoffte, dass die fortgesetzten Verhandlungen zu einer nachhaltigen Lösung führen würden.[18]
- Der Generalsekretär des Türkischen Rates gratulierte Aserbaidschan zu seiner „historischen Leistung der Befreiung seiner besetzten Gebiete und der Wiederherstellung der Souveränität über diese Gebiete“.[19]
- Ein Sprecher des Generalsekretärs der Vereinten Nationen, Antonio Guterres, sagte: „Der Generalsekretär ist erleichtert, dass das Abkommen über die Einstellung der Feindseligkeiten vereinbart worden ist. Wir haben uns konsequent auf das Wohlergehen der Zivilbevölkerung, den Zugang für humanitäre Hilfe und den Schutz von Menschenleben konzentriert und hoffen, dass dies nun im Einklang mit den früheren wichtigen Bemühungen der Ko-Vorsitzenden der Minsker [Gruppe] erreicht wird.“[20]

#### Staaten
- Frankreich bezeichnete die Einstellung der Feindseligkeiten als entscheidend, drängte Aserbaidschan, sich an die Bedingungen des Abkommens zu halten, und bekräftigte seine Freundschaft mit Armenien.[21]
- Die Präsidentin Georgiens, Salome Surabischwili, beglückwünschte Armenien und Aserbaidschan zur Einigung über die Beendigung der Feindseligkeiten, sprach den Familien der Kriegsopfer ihr Beileid aus und hoffte auf den Beginn einer neuen Ära im Südkaukasus.[22]
- Der Iran begrüßte das Abkommen und hoffte, dass es zu einer endgültigen Regelung führen wird, die den Frieden in der Region erhalten wird.[23]
- Das moldauische Ministerium für auswärtige Angelegenheiten und europäische Integration teilte mit, dass das Land die Abkommen mit Genugtuung begrüße und dass Moldau die Suche nach einer dauerhaften friedlichen Lösung in der Region auf der Grundlage internationaler Normen und Prinzipien unterstütze.[24]
- Der pakistanische Außenminister gab eine Erklärung ab, in der es hieß: „Wir gratulieren der Regierung und dem brüderlichen Volk von Aserbaidschan zur Befreiung ihrer Gebiete“.[25]
- Der russische Präsident Wladimir Putin sagte: „Wir gehen davon aus, dass die getroffenen Vereinbarungen die notwendigen Voraussetzungen für eine dauerhafte und umfassende Beilegung der Bergkarabach-Krise auf der Grundlage von Gerechtigkeit und zum Nutzen der armenischen und aserbaidschanischen Bevölkerung schaffen werden“.[1]
- Der türkische Außenminister Mevlüt Çavuşoğlu gratulierte Aserbaidschan nach der Unterzeichnung des Abkommens.[26]
- Der Außenminister des Vereinigten Königreichs, Dominic Raab, begrüßte die Vereinbarung und ermutigte beide Seiten, weiter auf eine dauerhafte Beilegung des Streits hinzuarbeiten.[27]